# OpenThesaurus
OpenThesaurus представляет собой многоязычный тезаурус-проект, созданный волонтёрами в открытом сотрудничестве. Его данные свободно доступны в виде открытого контента. Он известен своим использованием в приложениях OpenOffice.org, LibreOffice, KWord, LyX и Apple Dictionary.

## Содержание
База данных содержит слова, которые связаны хотя бы с одним значением. Помимо синонимов, он также содержит некоторые таксономические отношения. Есть немецкая, голландская, норвежская, польская, португальская, словацкая, словенская, испанская и греческая версии. В немецкой версии более 280 000 синонимов.

### Доступ и редактирование
Данные свободно доступны в соответствии с условиями лицензии GNU Lesser General Public License (LGPL). База данных доступна в Интернете без входа через веб-интерфейс на веб-сайте. Кроме того, данные также доступны в форматах для использования с текстовыми процессорами офисных наборов LibreOffice и OpenOffice.org (Writer) или в виде полного дампа базы данных. С бесплатной учетной записью пользователи, которые вошли в систему, могут также добавлять и изменять записи. Все записи должны быть проверены хотя бы один раз перед выпуском.

## История
Причиной для старта проекта было появление OpenOffice.org в 2002 году, в результате которого отсутствовал тезаурус его родителя StarOffice из-за его лицензирования. OpenThesaurus восполнил этот пробел, импортировав возможные синонимы из свободно доступного немецкого / английского словаря и уточнив и обновив их в краудсорсинговой работе с помощью веб-приложения.
Начиная с версии 2.0.3 OpenOffice.org врожденно поставляется с OpenThesaurus. Проект приобрел большую популярность после появления Apple Dictionary в Mac OS X 10.5, который может интегрировать данные OpenThesaurus через плагин.

## Внешние ссылки
- project homepage Архивная копия от 1 декабря 2017 на Wayback Machine
- greek version Архивная копия от 5 декабря 2016 на Wayback Machine